# Judoschool Zottegem
Judoschool Zottegem is een judoclub uit het Belgische Zottegem, aangesloten bij de Vlaamse Judofederatie. De club werd opgericht in 1966; in 2016 werd de vijftigste verjaardag plechtig gevierd met ontvangst op het Stadhuis en het bier Trippon van de Hoevebrouwers De eerste lessen vonden plaats in de parochiezaal van Bevegem. Zodra de club was opgericht, verhuisden de lessen naar het College en sinds de jaren tachtig trainen de Zottegemse judoka's in sportzaal Helios. In 2010 werd daar een nieuwe tatami in gebruik genomen. Na de verkoop van sportzaal Helios in 2023 verhuisde de club naar de sporthal van Koninklijk Atheneum Zottegem.